# Pogrom di Baku
Il pogrom di Baku fu un pogrom condotto dagli azeri e avente per obiettivo la popolazione armena della città di Baku, capitale dell'Azerbaigian. I fatti avvennero nel gennaio 1990 e sono strettamente collegati alla disputa sulla regione del Nagorno Karabakh.

Il pogrom durò sette giorni, dal 13 al 19, durante i quali la violenza colpì gli armeni residenti che furono uccisi e torturati mentre i loro appartamenti e negozi saccheggiati e dati alle fiamme.
Il bilancio ufficioso parla di novanta morti ma secondo altre fonti fu di gran lunga superiore.
Secondo il corrispondente di Human Rights Watch, Robert Kushen, "l'azione non fu completamente (o forse non del tutto) spontanea, ma gli assalitori avevano una lista degli armeni ed i loro indirizzi".
Il pogrom anti armeno va inquadrato nelle drammatiche vicende di quel periodo che viene genericamente definito definito il "gennaio nero" anche se tale espressione viene più specificatamente utilizzata da parte azera per ricordare il successivo intervento (19 e 20 gennaio) dell'Armata rossa chiamata riportare ordine nella capitale azera.

## Antefatto
La reazione azera alla dichiarazione del Soviet Supremo del Nagorno Karabakh che il 20 febbraio 1988 aveva votato per la annessione della regione all'Armenia aveva scatenato il pogrom di Sumgait e in seguito quello di Kirovabad.
La mano pesante di Mosca contro l'irredentismo armeno del Nagorno Karabakh non si fece attendere: affluirono migliaia di soldati in Armenia e vennero arrestati i più importanti leader del Comitato Karabakh. Tuttavia, nuove imponenti manifestazioni si svolsero a Erevan con oltre mezzo milione di armeni in piazza e le proteste non si placarono nei mesi successivi.
Sicché mentre gli organi centrali del partito comunista sovietico cercavano invano di normalizzare la situazione e si arrivava addirittura ad ipotizzare un intervento militare in Armenia, dall'Azerbaigian giungevano notizie di nuove violenze a danno della popolazione armena locale.
Il primo dicembre 1989, il Consiglio del Soviet Supremo dell'Armenia e quello dell'Oblast del Nagorno Karabakh dichiararono l'unificazione delle due entità. Il gennaio del 1990 il Soviet Supremo dell'Armenia votò per l'inclusione del Nagorno Karabakh nel suo bilancio. Nei villaggi delle regioni di Khanlar e Shaumian, nel nord dell'Azerbaigian, scoppiarono disordini e scontri tra le popolazioni armene e azere.
Il 10 gennaio la votazione del Soviet armeno venne bocciata dal Soviet supremo dell'Urss. Ma nello stesso giorno, il parlamento armeno, che ventiquattro ore prima aveva ribadito la volontà di unificazione con il Karabakh, abolì l'art. 75 della Costituzione repubblicana stabilendo che ogni legge emanata dall'Urss potesse avere valore solo dopo approvazione del parlamento di Yerevan. La tensione salì ulteriormente in tutto l'Azerbaigian e nel Nagorno Karabakh.

## I fatti
Nel gennaio 1990 l'Azerbaigian era in fermento. Imponenti manifestazioni del Fronte Popolare dell'Azerbaigian ebbero luogo nella capitale Baku. Il 12 gennaio una adunata si svolse in piazza Lenin nel centro della città. Nel corso della manifestazione i nazionalisti del Fronte chiamarono il popolo a difendere la sovranità azera contro le richieste degli armeni che rivendicavano il Nagorno Karabakh.
Contemporaneamente gruppi di giovani azeri si riversarono nelle strade minacciando gli armeni residenti ed intimando loro di lasciare la città.

Con il passare delle ore la violenza aumentò, migliaia di persone cercarono rifugio negli uffici della polizia e furono trasportati via nave dell'altra parte del Mar Caspio, nei giorni successivi al porto di Krasnovodsk nel Turkmenistan giunsero migliaia di profughi che vennero poi portati in volo a Erevan.
Nel conteggio delle vittime del pogrom non include coloro, soprattutto anziani, che persero la vita durante l'esodo o negli ospedali di Yerevan a causa dei disagi subiti durante la fuga. Se da un lato il numero di vittime fu limitato per via del programma di evacuazione messo in atto dalle autorità dall'altro vi sono numerose testimonianze di mancato intervento da parte sia delle autorità locali sia dei numerosi soldati dell'Armata Rossa già presenti in città.
Violenze anti armene si registrarono anche in altre zone dell'Azerbaigian e interessarono anche il nord del Nagorno Karabakh, il Nakichevan e alcune zone dell'Armenia

## Conseguenze
A mezzanotte del 19 gennaio venne dichiarato lo stato di emergenza e l'Armata Rossa entrò in città, le truppe di stanza a Baku entrarono da sud in maniera relativamente pacifica mentre le truppe provenienti da nord entrarono facendosi strada in modo violento, nella notte tra il 19 e il 20 gennaio tra i civili si contarono circa 130 vittime e diverse centinaia di feriti, 21 i morti tra i militari. Pur ristabilendo l'ordine in città quella notte viene individuata da alcuni storici come il momento in cui l'Unione Sovietica perse definitivamente l'Azerbaigian.
La situazione in tutto il Caucaso meridionale era ormai esplosiva e gli scontri si susseguivano in molte regioni lasciando ipotizzare un vero e proprio conflitto che ufficialmente esploderà due anni più tardi. La preoccupazione internazionale per la situazione e i rischi di un aumento di instabilità si concretizzò in appelli alla pacificazione e in risoluzioni politiche come quella del Parlamento europeo.